# Colpisa
Colpisa és una agència de notícies fundada el 1972 com una societat de serveis per iniciativa de diversos diaris regionals espanyols.
El 2008 formava part del Taller de Editores, una empresa del grup Vocento i la resta d'accionistes són Heraldo de Aragón, Grup Joly, Diario de Navarra, Las Provincias de València i Diario de Burgos. Classifica la informació en vuit blocs relacionats amb la política, internacional, cultura, esports, economia, societat, espectacles i mitjans de comunicació.
El 2010 l'agència es va transformar en una productora de continguts multimèdia amb la fusió de les àrees impreses i digitals per facilitar continguts a 16 capçaleres regionals.